# Heinrich Kaspar Schmid
Ne doit pas être confondu avec Heinrich Schmid.
Pour les articles homonymes, voir Schmid.
Heinrich Kaspar Schmid, né le 11 septembre 1874 à Landau an der Isar et mort le 8 janvier 1953 à Geiselbullach, est un compositeur allemand.

## Biographie
Schmid est né à Landau an der Isar.
Enfant il étudia la musique avec son père qui était instituteur et chef de chœur. Il chante également plusieurs années dans la chorale de garçons de la cathédrale Saint-Pierre de Ratisbonne. Il étudia la composition à l’Akademie der Tonkunst de Munich auprès de Ludwig Thuille. En 1905 il fut nommé enseignant dans l'académie de Munich et en 1919 il fut promu professeur à plein temps. Après la Seconde Guerre mondiale, Schmid entra dans la partie pleine de succès de sa carrière de compositeur et d'interprète. Il fit des tournées en Autriche, en Scandinavie et en Russie. En 1921 il devint directeur du conservatoire de Karlsruhe, puis de celui d’Augsburg en 1924. Il prit sa retraite en 1932.
Il meurt à Geiselbullach, près de Munich, en 1953.

## Œuvre
Stylistiquement, les compositions de Schmid étaient plus dans l'esprit de la fin du romantisme que dans l'esprit des innovations du XXe siècle. Brahms en particulier a eu une grande influence sur la sensibilité de ses compositions ; cela se remarque spécialement dans ses sonates pour violon et piano (1920, 1939). Son œuvre la plus renommée est probablement sa symphonie en ré mineur (1947) qui fut admirée pour son utilisation fraiche et aboutie de la musique populaire. Des éléments de musique populaire bavaroise apparaissent dans sa messe, ses compositions chorales, ses Lieder, ses œuvres de musique de chambre et dans son opéra Finden und Meiden.